# Kursk
Kursk (în rusă Курск) este un oraș din regiunea Kursk, Federația Rusă, cu o populație de 416.298 locuitori. Orașul Kursk este centrul administrativ al regiunii Kursk. 

## Personalități născute aici
- Igor Sklear (n. 1957), cântăreț.